# Mezzocorona
Mezzocorona település Olaszországban, Trento megyében. Lakosainak száma 5464 fő (2023. január 1.). Mezzocorona Giovo, Mezzolombardo, Salorno, Ton, Faedo, Rovere della Luna és San Michele all’Adige községekkel határos.

## Népesség
A település népességének változása:
| Lakosok száma | 5487 | 5477 | 5464 |
|               | 2017 | 2018 | 2023 |